# Раджа Ампат
Раджа Ампат (на индонезийски: Raja Ampat – „Четирите краля“) е архипелаг в Индонезия, провинция Западна Папуа, западно от полуостров Кепала Бурунг, в Тихия океан, Серамско море.
Площта му е 46 296 km²; има около 30 хиляди души. Главните острови на архипелага са: Вайгео, Мисоол, Салавати, Батанта, Кофиау. Островите са покрити с екваториалната гора. През 2003 г. Раджа Ампат е вписан в Списък на световното културно и природно наследство на ЮНЕСКО.

## География
Океанските природни ресурси около Раджа Ампат му придават значителен потенциал като туристическа зона. Много източници поставят Раджа Ампат като едно от десетте най-популярни места за гмуркане, докато запазва номер едно при подводното биоразнообразие.
Според Conservation International, морските проучвания сочат, че разнообразието на морския живот в Раджа Ампат е най-високото на Земята. Разнообразието е значително по-голямо, отколкото в коя да е друга зона от Кораловия триъгълник между Индонезия, Малайзия, Филипините, Папуа Нова Гвинея, Соломоновите острови и Източен Тимор. Този триъгълник е сърцевината на световното биоразнообразие на коралови рифове, което прави Раджа Ампат вероятно най-богата рифова екосистема в света.
Големите коралови колонии в областта и относително високите порвъхностните температури вероятно означават, че рифовете са относително устойчиви към заплахи като болести по коралите, които днес застрашават оцеляването на другите коралови екосистеми по света. Островите Раджа Ампат са отдалечени и относително необезпокоявани от хората.
Високото морско биоразнообразие в архипелага е силно повлияно от местоположението му между Индийския и Тихия океан, тъй като коралите и рибите се споделят по-лесно между двата океана. Кораловото му разнообразие, гъвкавост и роля като източник на разпръсване на ларви го правят от голямо значение за морската природозащита.
1508 вида риба, 537 вида корали (96% от всички видове мадрепорови корали (Scleractinia) в Индонезия и 75% в света се намират в архипелага) и 699 вида мекотели се срещат в островната група. В някои зони има огромни пасажи от риба, сред които и акули като Orectolobidae.
На островите има поне три езерца, в които живеят безобидни медузи, всичките в района на Мисоол.
Климатът в архипелага е тропичен, като температурите варират между 20 и 30 °C.
Основният поминък на хората в района е риболовът. Местното население живее в малки племенни общества. Макар традиционната култура да е здраво вкоренена, местните са гостоприемни спрямо посетителите. Населението има повече сходства с амбонците, отколкото с папуасите.